# Xylocopa xanti
Xylocopa xanti är ett bi som beskrevs 1883 av Alexander Mocsáry. Arten ingår i släktet snickarbin och familjen långtungebin. Inga underarter finns listade i Catalogue of Life.